# بوب كارينغتون
بوب كارينغتون (بالإنجليزية: Bob Carrington)‏ مواليد 3 يوليو 1953 في ماساتشوستس، هو لاعب كرة سلة أمريكي سابق. بدأ مسيرته الاحترافية في سنة 1977. تم اختياره من قبل فريق أتلانتا هوكس خلال الدرافت. يبلغ طوله 6 قدم 6 بوصة (2.0 م). اعتزل اللعب في 1979.

## المسيرة الاحترافية
لعب مع بروكلين نتس في موسم 1977–1978، ثم لعب مع إنديانا بايسرز في سنة 1978، ثم لعب مع لوس أنجلوس كليبرز في سنة 1979.

## روابط خارجية
- بوب كارينغتون على موقع إن بي أي (الإنجليزية)
- بوب كارينغتون على موقع سبورتس رفرنس (الإنجليزية)
- بوب كارينغتون على موقع كلية كرة السلة في سبورتس رفرنس.كوم (الإنجليزية)
- بوب كارينغتون على موقع ريلجم (الإنجليزية)
- بوب كارينغتون على موقع بروبوليرز (الإنجليزية)